# 张西明
张西明（1965年2月—），男，山东定陶人，中华人民共和国政治人物。中国社会科学院社会学系社会学专业毕业，研究生学历，法学博士，研究员。

## 生平
1981年9月，进入山东大学中文系学习。1985年9月至1988年8月，在中国社会科学院研究生院新闻系研究生学习。1985年6月加入中国共产党。1988年8月参加工作，2000年，获得中国社会科学院研究生院社会学系法学博士学位。
2003年，任中国社会科学院新闻与传播研究所副所长。2008年1月，任中宣部理论局局长兼马克思主义理论研究和建设工程办公室主任。12月，任中办调研室四组组长、中宣部理论局局长兼马克思主义理论研究和建设工程办公室主任。2009年3月，任中办调研室四组组长。2013年，任中宣部副秘书长、中办调研室副主任兼四组组长。
2015年4月，任中共青海省委常委。5月，担任青海省委常委、宣传部部长兼省互联网信息办公室主任、省网络安全领导小组办公室主任。2016年9月，任青海省委常委、宣传部部长兼省互联网信息办公室主任、省网络安全领导小组办公室主任、省社会科学界联合会主席。
2020年3月，调任中共安徽省委常委、省委统战部部长、省政协党组副书记。
2025年1月22日，当选为安徽省政协副主席。